# Неотита
«Нео́тита» (грец. «Νεότητα» — молодість) — літературно-художній альманах греків Приазов’я; виходив у Маріуполі в тридцяті роки грецькою (дімотіка) та румейською мовами. Перше число альманаху вийшло в січні 1933 у видавництві «Укрдержнацменвидав» під назвою «Φλόγομνηστήρες σπίθες» («Іскри, що віщують полум’я»). Для другого числа вже усталилася назва «Неотита»; воно побачило світ у липні 1934 року. Третій випуск вийшов у квітні, а четвертий — у грудні 1935 року, п’ятий — у лютому 1937 року.
Редактором «Неотити» був румейський поет Георгій Антонович Костоправ, який згуртував навколо себе групу здібних молодих літераторів Приазов’я. Спочатку вони друкувалися лише на літературних сторінках приазовської грецької газети «Колехтивістис», потім також у цьому альманасі, а ще — в грецькому дитячому журналі «Піонерос».
На той час в Радянському Союзі існувало декілька грецьких літературних груп при місцевих засобах масової інформації: в Батумі, Сухумі, Новоросійську, Керчі, Ростові-на-Дону. Центральна грецька газета «Комуністис» і грецький альманах «Неон зої» також виходили в Ростові. Але, коли 1934 року було скликано нараду грецьких письменників та перекладачів Азово-Чорноморського краю для організації спільного літературно-художнього журналу, то за базове видання було обрано якраз «Неотиту». У зв’язку з цим з четвертого випуску альманаху в ньому почали з’являтися твори письменників з-поза меж Приазов’я: Я. Канонідіса (Дамона Ерістеаса) з Північного Кавказу, А. Діамандопуло (Ріоніса) з Аджарії, К. Карвонідіса з Абхазії та інших. Розширилася й мовна палітра: поруч із дімотичними та румейськими текстами стали друкуватися твори понтійським діалектом.
В 1937 році, одночасно з масштабними репресіями проти грецької інтелігенції, випуск альманаху, як і всіх інших друкованих видань грецькою мовою, було припинено. Так само перестали існувати грецькі навчальні заклади. Наступне видання грецькою мовою з’явилося в Україні лише через тридцять п’ять років. Це була невеличка двомовна (румейські оригінали та українські переклади) збірка поезій із вірнопідданською назвою «Ο Λενιν ζει / Ленін живе», видана Київським університетом 1973 року.
Примірники «Неотити» є надзвичано цінним джерелом для вивчення історії румейської літератури і навіть мови, бо повного комплекту газети «Колехтивістис» не збереглося, лише окремі примірники, а журналу «Піонерос» узагалі не залишилося в бібліотеках та приватних книгозбірнях.